# Sohwa & Sophia Technologies

株式会社Sohwa & Sophia Technologiesは、神奈川県川崎市に本社を置くプリント基板設計及びソフト開発等を手掛ける企業。

## 沿革
- 1983年 - 神奈川県川崎市中原区に有限会社創和設計を創立
- 1984年 - 福島県福島市に東北支社を設立
- 1985年 - 株式会社創和設計に組織転換
- 1993年
  - 福岡県福岡市中央区に九州支社を設立
  - 横浜本社を横浜市港北区に移転
- 1997年 - 九州支社を福岡市博多区に移転
- 1999年 - 株式会社ソーワコーポレーションに商号変更
- 2002年 - 株式会社ソーワデザインを創立
- 2003年 - 愛知県名古屋市に東海事業所を設立
- 2006年 - サイトー株式会社を子会社化
- 2007年
  - サイトー株式会社を簡易吸収合併
  - 東海事業所を廃止し、愛知県一宮市に名古屋支社を設立
  - イングデザイン株式会社を子会社化
- 2008年 - 大阪府大阪市淀川区に関西事業所を設立
- 2009年 - 株式会社ソフィアシステムズを株式会社ソフィアホールディングスから発行済全株式を取得し子会社化
- 2010年 - 本社を神奈川県川崎市に移転
- 2011年 - イングデザイン株式会社を簡易吸収合併
- 2013年 - 株式会社ソフィアシステムズを吸収合併し、株式会社Sohwa & Sophia Technologiesに商号変更。

## 拠点
- 本社 - 神奈川県川崎市
- 東北支社 - 福島県福島市
- 九州支社 - 福岡県福岡市
- 名古屋支社 - 愛知県一宮市
- 関西事業所 - 大阪府大阪市